# Wollman Rink
A Wollman Rink a Central Parkban telente működő nyilvános, szabadtéri műjégpálya. Nevét a Wollman családról kapta, akik a kezdeti kialakításhoz adományukkal járultak hozzá. A korcsolyázók számára késő októbertől április elejéig áll nyitva, májustól szeptemberig Victorian Gardens néven működő élményparkká alakítják át. 1950-ben nyílt meg, a korcsolyapálya az 1980-as években felújítás miatt zárva volt, 1986-ban nyílt meg újból. Ezt követően New York városával kötött megállapodás alapján a The Trump Organization működtette, a szerződést 2021-ben felmondták. 
A pálya a Central Park délkeleti részén fekszik. Eredetileg a jelenlegi védett területhez, a The Pondshoz tartozott, mely közvetlenül a keleti oldalán terül el, de később a Ponds nyugati részét leválasztották és feltöltötték a park 20. századi felújítása során.
A korcsolyapálya 1980-ig nyaranta koncerthelyszínként működött, szabadtéri rock, pop, country, és jazz koncertsorozatoknak helyt adva. A "Wollman Theater", kezdetben 4400 hellyel, majd 1974-től 8000 férővel számolhatott. 1980 és ’86 között a felújításra szoruló műjégpályát lezárták, majd 1986 októberében nyílt meg újból.

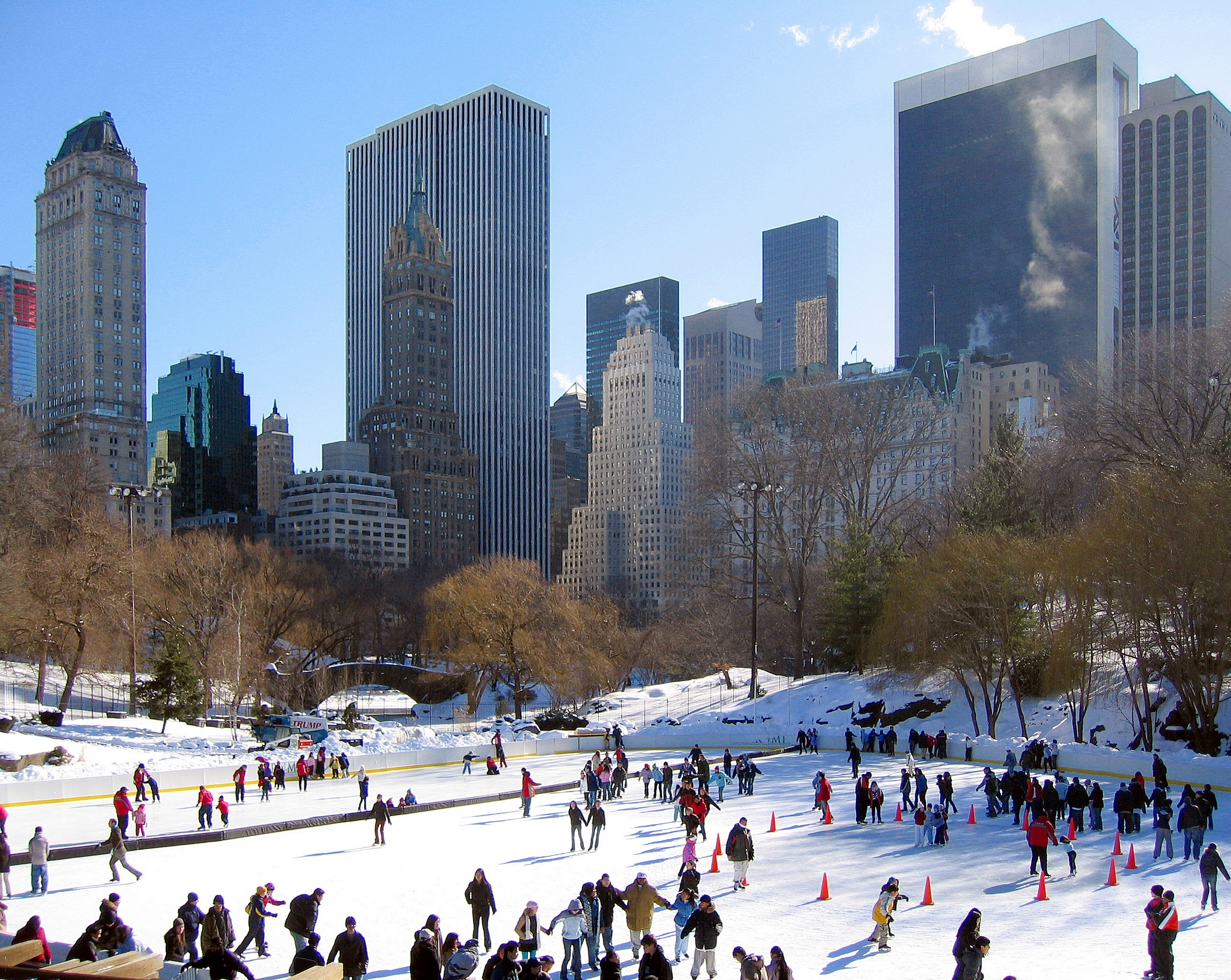
Wollman Rink napközben, 2004-ben
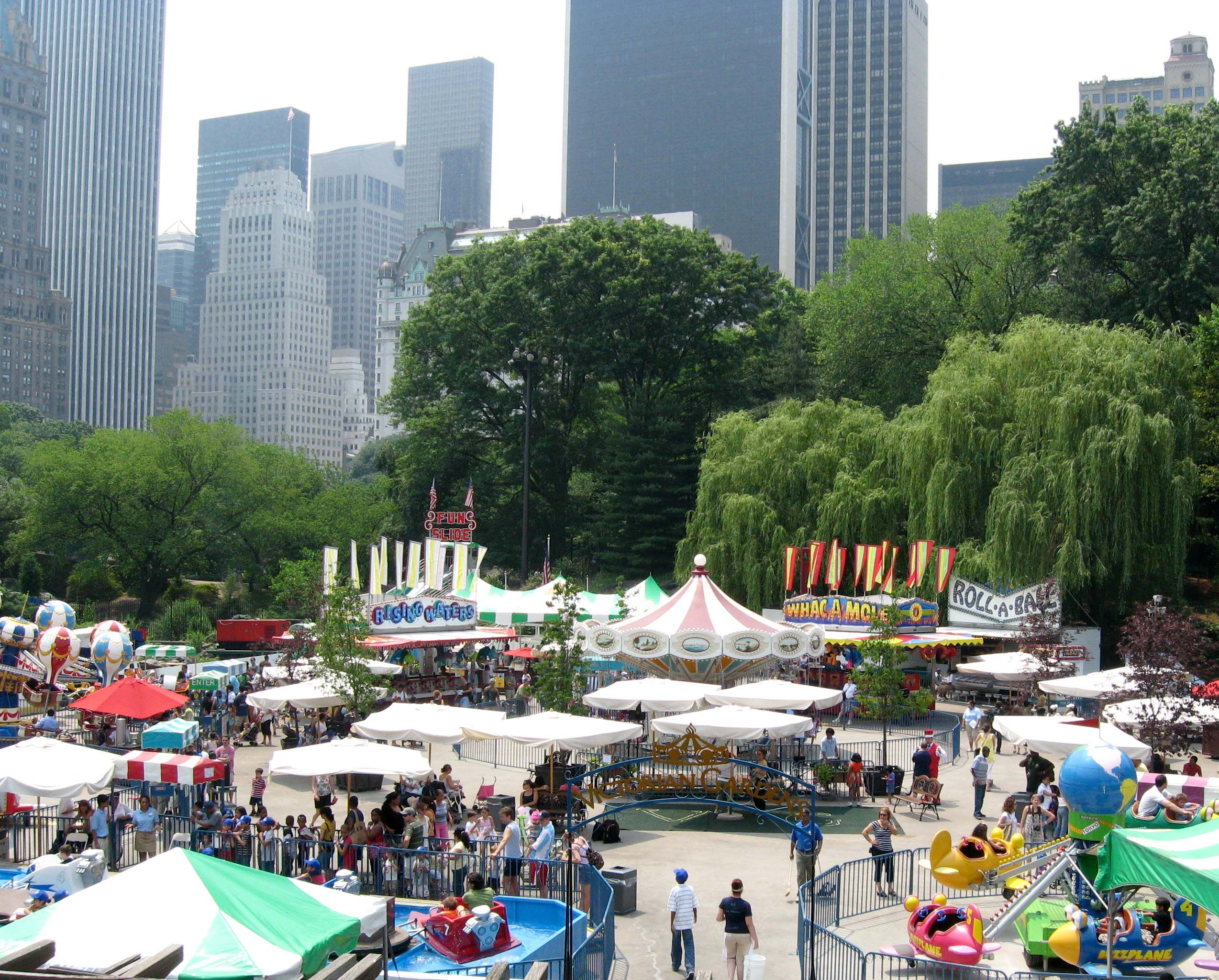
Nyaranta élményparkként működik, 2008-ban